# Czechosłowacja na Zimowych Igrzyskach Olimpijskich 1936
Czechosłowację na Zimowych Igrzyskach Olimpijskich 1936 reprezentowało 44 zawodników, 39 mężczyzn i 5 kobiet.

## Reprezentanci

### Bobsleje
Mężczyźni
- Gustav Leubner, Wilhelm Blechschmidt
  - Dwójki – 17. miejsce

- Josef Lanzendörfer, Karel Růžička
  - Dwójki – 20. miejsce

- Gustav Leubner, Wilhelm Blechschmidt, Bedřich Poselt, Walter Heinzl
  - Czwórki – 12. miejsce

- Josef Lanzendörfer, Karel Růžička, Ewald Menzl, Robert Zintel
  - Czwórki – nie ukończyli

### Biegi narciarskie
Mężczyźni
- Lukáš Mihalák
  - Bieg na 18 km – 10. miejsce
  - Bieg na 50 km – nie ukończył

- František Šimůnek
  - Bieg na 18 km – 11. miejsce

- Cyril Musil
  - Bieg na 18 km – 14. miejsce
  - Bieg na 50 km – 9. miejsce

- Gustl Berauer
  - Bieg na 18 km – 21. miejsce

- Jan Svatoš
  - Bieg na 50 km – 15. miejsce

- Vladimír Novák
  - Bieg na 50 km – 19. miejsce

- Lukáš Mihalák, František Šimůnek, Cyril Musil, Gustl Berauer
  - Sztafeta 4 × 10 km – 8. miejsce

### Kombinacja norweska
Mężczyźni
- František Šimůnek
  - Indywidualnie – 5. miejsce

- Johann Lahr
  - Indywidualnie – 9. miejsce

- Gustl Berauer
  - Indywidualnie – 14. miejsce

- Rudolf Vrána
  - Indywidualnie – 26. miejsce

### Hokej na lodzie
| Mężczyźni Josef Boháč Alois Cetkovský Karel Hromádka Drahomír Jirotka Zdeněk Jirotka Jan Košek Oldřich Kučera Josef Maleček Jan Peka Jaroslav Pušbauer Jiří Tožička Ladislav Troják Walter Ullrich Zajęli 4. miejsce |

### Łyżwiarstwo figurowe
Mężczyźni
- Jaroslav Sadílek
  - Singiel – 24. miejsce

Kobiety
- Věra Hrubá
  - Singiel – 17. miejsce

- Fritzi Metznerová
  - Singiel – 20. miejsce

### Łyżwiarstwo szybkie
Mężczyźni
- Jaromír Turnovský
  - 500 m – 30. miejsce
  - 1500 m – 31. miejsce
  - 5000 m – 32. miejsce

- Oldřich Hanč
  - 500 m – 32. miejsce
  - 1500 m – 35. miejsce
  - 5000 m – 34. miejsce

### Narciarstwo alpejskie
Mężczyźni
- Walter Hollmann
  - Kombinacja – 16. miejsce

- Johann Knahl
  - Kombinacja – 21. miejsce

- Walter Pick
  - Kombinacja – 26. miejsce

- Eduard Hromádka
  - Kombinacja – nie ukończył

Kobiety
- Růžena Beinhauerová
  - Kombinacja – 22. miejsce

- Hilde Walterová
  - Kombinacja – nie ukończyła

- Trude Möhwaldová
  - Kombinacja – nie ukończyła

### Skoki narciarskie
Mężczyźni
- Jaroslav Lukeš
  - Skocznia normalna – 27. miejsce

- Josef Kahl
  - Skocznia normalna – 29. miejsce

- Johann Lahr
  - Skocznia normalna – 32. miejsce

- Oldřich Buďárek
  - Skocznia normalna – 40. miejsce